# Logística de la Smart Factory

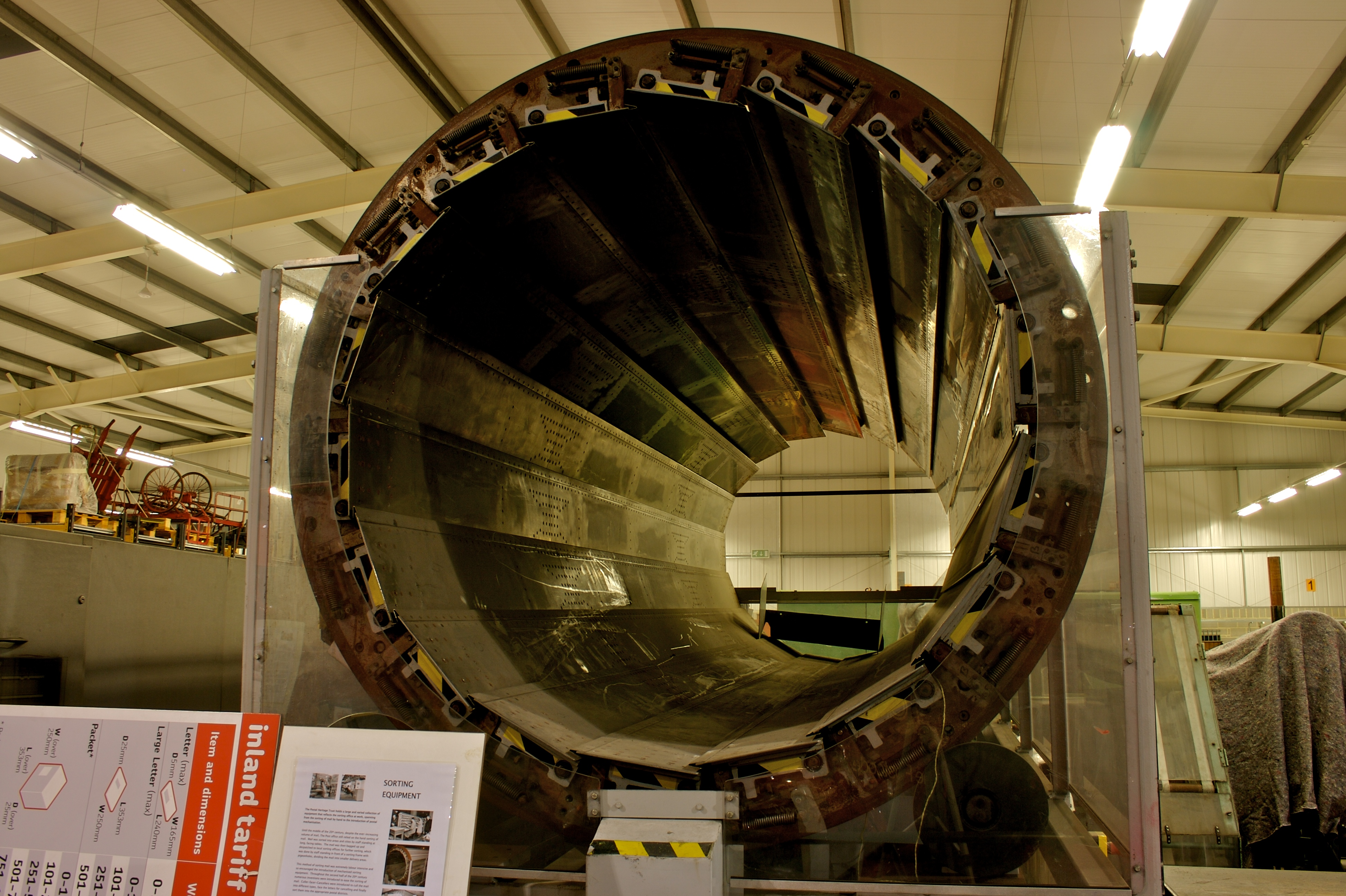
Compaginador de correus que gira per ordenar en línia recta el correu que arriba.

La logística de la Smart Factory és l'ús de les noves tecnologies, com per exemple la utilització del Internet of Things (IoT) per potenciar la logística de la indústria que, directament s'aplica per millorar molt considerablement la productivitat de les empreses. El terme Smart Factory ve associat a la Indústria 4.0.
Amb aquesta implementació de la automatització de la logística en els processos industrials, és possible realitzar càlculs de subministraments a temps real, millorant l'eficiència degut a l'agilització que comporta aquesta millora tecnològica. També permet tenir un augment de la predicibilitat del rendiment, és a dir, amb aquests càlculs a temps real, s'aproxima, en gran part, a les necessitats de material en cada moment del lloc de treball.

## Història de la logística

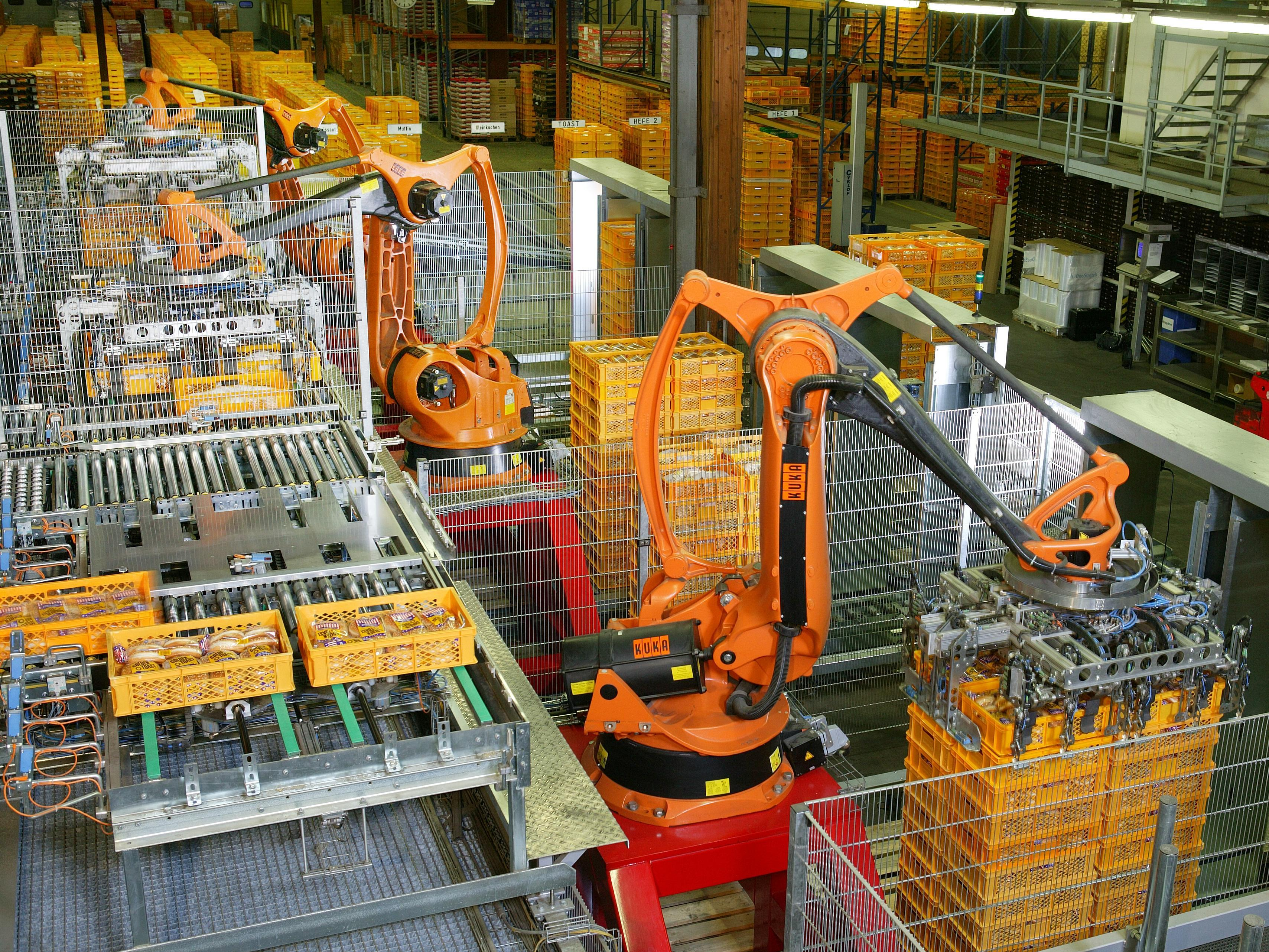
Automatització d'una fàbrica amb KUKA robots industrials para apilar alimentació com el pa en una panaderia en Alemanya

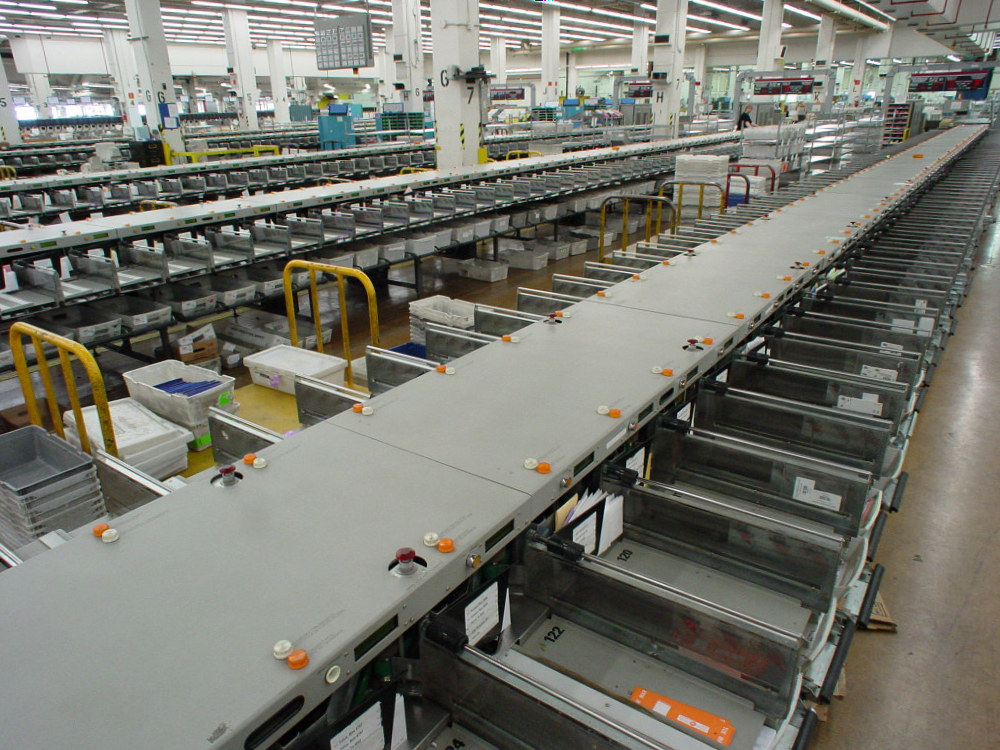
Línia de classificació de correu: el correu es identificat per codi de barras,s'escaneixa i automàticament es classifica segons el desti.

La logística es defineix com «organització de tot allò que és necessari per a dur a terme una activitat o un projecte» En el àmbit empresarial existeixen múltiples definicions del terme logística, que ha evolucionat des de la logística militar fins a la Logística 4.0.
Es pot parlar de logística des que l'humà s'ha civilitzat, ja que sempre s'ha generat una necessitat de tindre el producte que es vol consumir al lloc que es vol consumir però sense poder produir-lo a aquest lloc. Es podria dir, que fins que no es va crear la logística no hi havia mes remei de consumir el que es volia al lloc on es feia, després es va començar a transportar i emmagatzemar a algun lloc determinat.
Des de aquest punt de partida s'ha anat desenvolupat lentament una millora constant, en tots els sentits passant per la revolució industrial, la robòtica i l'automatització fins a arribar a la indústria 4.0, que és bàsicament la industria en què s'entra actualment.
Quan s'ha dut a terme aquest desenvolupament, la logística com a tal, s'ha anat separant en diferents tipus de logística, com per exemple; la logística inversa, logística dedicada, compartida, de distribució, etc..
Fins a on es coneix de la logística abans de fer el pas al 4.0, es controla o gestiona fluxos físics. La logística indirectament és un dels aspectes mes importants de la industria, ja que participa des de l'inici fins al final, és a dir interactua directament entre client i empresa, entrant la matèria primera a la industria, i agafant el producte final i portant-lo al client o al proveïdor. Amb la industria 4.0 a diferencia de la coneguda fins ara, el propi transportista sabrà que i quan te que portar a cada lloc, ja que la pròpia industria gestionarà tot aquest sistema fent que entri la matèria primera i surti eliminant el factor humà, en tot aquest procés 4.0.
Un procés 4.0, és aquell procés el qual està estudiat, analitzat o gestionat, per poder treure el màxim de profit, fent exactament el mateix però gestionant el temps d'una altra manera o la gestió dels equips.
Amb aquest procés es pot millorar econòmicament i mantenir un estoc constant.
El procés està dividit en diferents subetapes. Per tenir una bona optimització es fa una anàlisi de productivitat. D'aquesta forma es poden reduir els costos, augmentar la qualitat i reduir cicles innecessaris.
Tenint en compte tots arquets avenços i innovacions no només serà logística enfocada entre empreses sinó el propi consumidor podrà tindre a casa seva els consumibles (alimentació, cosmètics…) que necessita, just abans que se l'hi acabin sense necessitat d'emmagatzemar un gran stock a casa seva. Partint d'aquest principi es podrà tindre un estudi estimat dels materials que necessita cada empresa per produir un stock aproximat amb un cert factor d'augment dels productes que es compraran o es preveuran que seran comprats, utilitzant la intel·ligència artificial.

## Què és la logística 4.0?

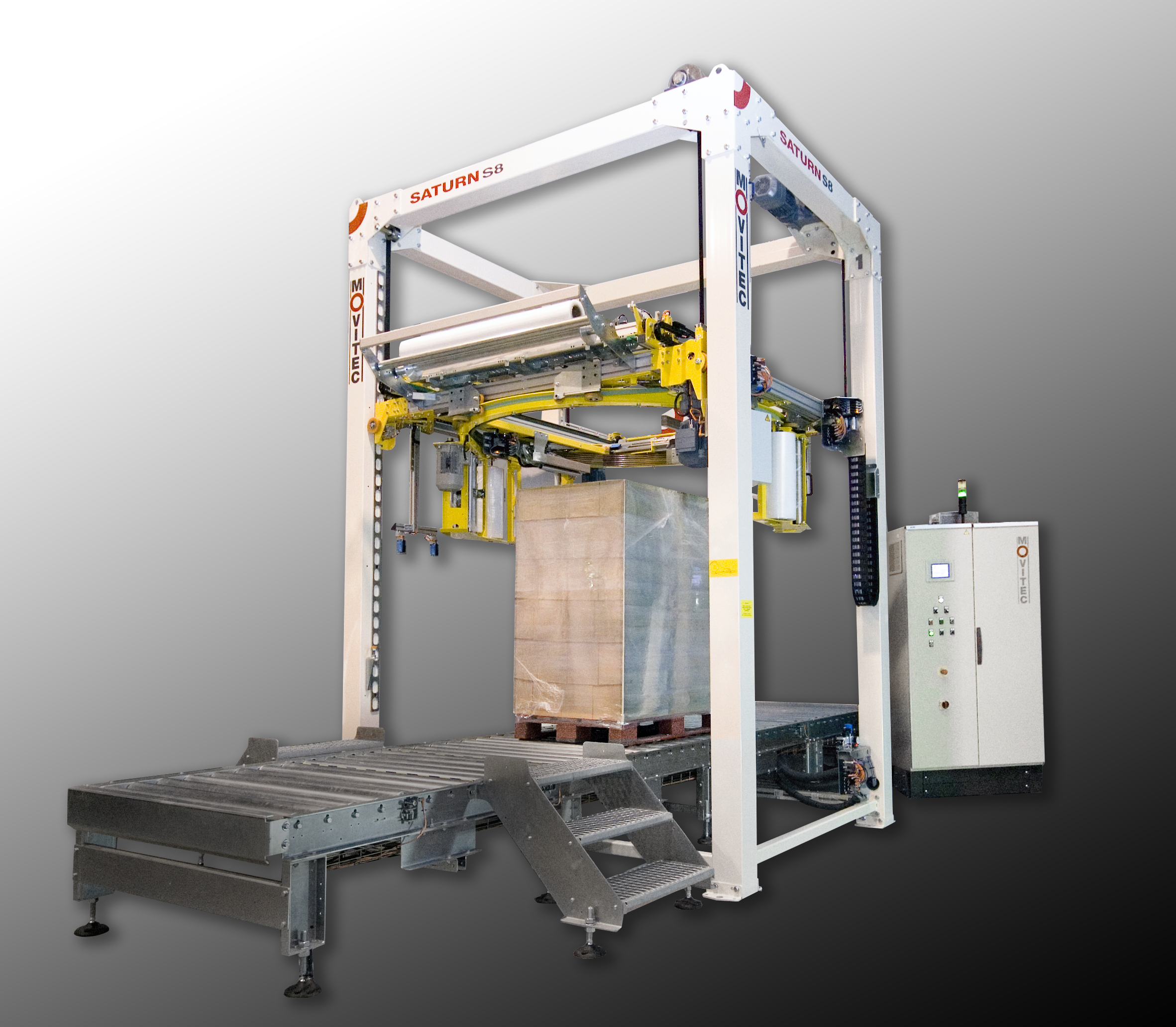
Màquina d'envoltura automàtica per carga unitaria

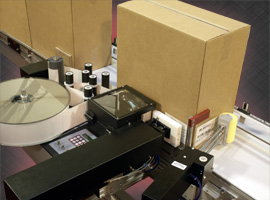
Màquina automàtica de etiquetat de caixes.

Tradicionalment, la producció es basa en la fabricació de grans volums de productes. En l'actualitat, incorporant línies de producció intel·ligents és possible produir de forma personalitzada: només es fabriquen els productes necessaris i aquests s'ajusten a les peticions de cada client. Les comandes de matèries primeres, els subministraments a la línia de producció i els enviaments a distribuïdors i clients, es realitzen de forma eficient en funció de les necessitats a cada moment segons les previsions de venda. L'estoc queda reduït al màxim i no calen grans estructures d'emmagatzematge. També s'etiqueta cada producte i es pot controlar la seva ubicació i saber les seves característiques.
Cada operari genera informació en temps real, d'aquesta forma s'actualitza la informació del procés logístic. L'optimització de rutes, la reducció de riscs i el control de la mercancia són alguns dels processos que queden optimitzats.

### Impacte i aplicacions
A l'adaptar-se a tota la nova tecnologia introduïda pel procés 4.0, un dels primers impactes directes que trobem a la indústria actual és el començar a prescindir dels sistemes de transmissió d'informació tradicionals, com per exemple el telèfon, el email o el fax. Alguns exemples d'aplicació a la indústria anomenada 4.0, serien, per exemple, la introducció de sistemes RFID, impressores 3D per dissenyar peces, mòdems GRPS o qualsevol tecnologia TIC. Si s'examina la logística utilitzada a aquestes indústries modernitzades trobaríem exemples de sensorització de palets, servidors o apps per gestionar el sistema de dades (Big Data), i una de les utilitats més importants la trobaríem en la gestió d'inventaris. Aquesta millora en el storage utilitza el sistema RFID per analitzar la informació del producte, ja sigui quantitat, model, posició d'emmagatzematge(en una nau, per exemple), per així poder tenir controlat tot l'estoc. Aquests chips RFID són introduïts en robòtica per tenir diversos punts de distribució, sense tenir la necessitat de disposar d'un sistema central de gestió, perquè entre els diversos punts ja els arriba suficient informació per distribuir el producte.
En el sector mediambiental trobem que aquesta introducció de la nova logística pot entendre's com un petit canvi cap a un camí més sostenible. Si examinem més la situació, les quantitats de plàstic mogudes podrien ser rebaixades degut a la reutilització d'alguns materials per dissenyar peces 3D, en comptes de acabar sent material de rebuig que, segurament, acabaria en rius i oceans.
Econòmicament, l'aplicació d'aquestes noves tecnologies se separaria en dos situacions diferents. Primer de tot, existeix un problema d'adaptació per els petits negocis o microempreses, perquè els seus ingressos no es mouen en enormes quantitats, ni tampoc les instal·lacions són prou grans per introduir grans avenços tecnològics, llavors no és, econòmicament, viable. L'altra posició es troba en grans multinacionals, on es pot invertir gran quantitat d'inversió per realitzar un projecte d'instal·lació de qualsevol avenç tecnològic,i on les infraestructures solen ser molt més grans i molt més preparades per aquestes pròsperes instal·lacions. Relacionat amb el tema economia, s'observa que la instal·lació d'aquest tipus de logística intel·ligent facilita molt el treball a l'empresa per millorar la producció i eficiència, però es genera un problema social molt gran, que és la desaparició de moltíssims llocs de treball perquè la robòtica acaba substituint a les persones físiques.

## Repte a assolir
Entre els reptes més importants hi ha:
- Gestionar grandàries de sèries i temps de resposta més curts.
- Adoptar models logístics intel·ligents.
- Adaptar-se a la transformació de canals i a la omnicanalitat.
- Aprofitar la informació per anticipar les necessitats del client.
- Gestionar la traçabilitat d'extrem a extrem.

Per afrontar aquests reptes, la logística 4.0 ha de seguir aprofundint i innovant en temes com la gestió d'inventaris, la previsió de la demanda, l'automatització dels magatzems i la transparència de la traçabilitat. És a dir, en tots aquells aspectes que cada dia resulten més accessibles gràcies al desenvolupament de la tecnologia: la hiperconectivitat, el big data, l'abaratiment de les etiquetes RFID, etc. Fins a aconseguir integrar-los a tots, fer-los ‘parlar’ entre si i tancar el cercle d'aquesta indústria+logística 4.0.

## Avantatges, inconvenients i problemes
Segons el Fòrum Econòmic Mundial, amb aquests processos d'industrialització es veuran afectats no menys de 7 milions de llocs de treball, els quals ja no seran necessaris amb l'automatització del procés. Tot i això, hi ha discrepàncies sobre aquest fet. Altres organitzacions, com l'Organització per a la Cooperació i el Desenvolupament Econòmic, és més pessimista en les seves prediccions, ja que eleva aquesta xifra a 66 milions de treballs en, almenys, deu anys.
En altres paraules, perdrem gairebé un de cada 7 treballs actuals, de forma més acusada en les potències industrials, com Espanya, França, EUA, Anglaterra o Alemanya, entre d'altres. I no només això: també afectarà aquells països amb una economia emergent, com la Xina o l'Índia, en les quals la Industrialització és clau per a la seva indústria, i alguns dels països que inverteixen més en la Indústria 4.0. Segons l'OCDE, el 14% dels llocs laborables dels seus socis són altament automatitzables, mentre que el 32% dels seus mercats de treball sofriran canvis importants.
A part de tot això, els pocs treballs que quedin necessitaran molta més qualificació que els que es creen avui dia: cursos de formació, d'adaptació/reeducació, entre d'altres, ja siguin impartits per les mateixes empreses com per agents externs (acadèmies, universitats, instituts...). És a dir, no només es perdran llocs de treball, si no que també serà necessari molta més formació per tal d'accedir als pocs que quedin en peu.
Per altra banda, també hi ha beneficis d'aplicar l'smart factory en la nova indústria, segons un estudi fet per una de les companyies més importants del sector, Cap Capgemini S.A, el qual recull un estudi amb els principals avantatges industrials d'aplicar l'smart factory. Segons aquest estudi, realitzat per l'Institut de Transformació Digital de Capgemini, les empreses que han invertit en digitalització augmentaran la seva productivitat en un 27% dins de cinc anys, de forma que s'acabaria aportant uns 500.000 milions de dòlars a l'economia mundial. D'altra banda, les empreses consultades en aquest estudi preveuen que el 2022 el 21% de les seves plantes seran intel·ligents (Internet industrial de les coses, big data, intel·ligència artificial, robòtica són només alguns dels camps que esdevindran sinònim d'empresa en el futur).
I no només això, els avenços tecnològics també implicaran una millora en la flexibilitat d'aquesta indústria, permetent produir d'una forma més ràpida i adaptable als canvis del mercat, a més que també implicarà un decrement dels costos de fabricació, de forma que un fabricant d'automòbils qualsevol podrà augmentar en un 40% el seu marge operatiu, gràcies a la reducció de les despeses logístiques i materials, així com la millora de la qualitat productiva de les noves fabriques. D'altra banda, la meitat de les fàbriques consultades als EUA, França, Alemanya i Regne Unit ja treballen amb aquests tipus de fàbriques intel·ligents, enfront del 25% xinès o 28% indi.
Així mateix, aquest estudi observa que dos terços de les organitzacions dedicades al sector aeroespacial, militar i industrial estan duent a terme iniciatives, plans i projectes per tal d'esdevenir cada vegada més intel·ligents, automatitzades i productives, mentre que pel sector sanitari i biotecnològic, és poc més d'un 33% el que està treballant amb el Big Data i la innovació industrial. D'altres, per la seva banda, estan veient com, d'ençà que van adaptar les seves fàbriques als nous temps, han pogut reduir els costos de parada no programats entre un 10% i un 20%.
La indústria 4.0 és un clar exemple d'inversió: només en 5 anys, una mica més de la meitat de les empreses consultades ha invertit almenys 100 milions de dòlars en aquesta revolució, mentre que un 20% ha invertit no menys de mig bilió de dòlars. No obstant tots aquests números, el cert és que només un 6% de les empreses consultades presenta un grau avançat de digitalització, mentre que només el 14% reconeix l'èxit d'aquests plans.
De totes maneres, i fent referència a l'inici d'aquesta secció, on es presentava un panorama més aviat trist pels llocs de treball que es veurien substituïts a curt i mitjà termini per la creixent robotització, també és cert que hi haurà un creixement del treball especialitzat, com s'està començant a intuir en el fet que un 54% de les empreses consultades està formant digitalment els seus treballadors, mentre que d'altres (un 44%) necessiten joves talents, enginyers i altres especialistes del sector per tal de donar forma a la Revolució Industrial 4.0.

## Futur de la logística 4.0
La idea de la logística 4.0 es resumeix en l'optimització de la logística d'entrada i sortida suportada per sistemes intel·ligents, integrats al software i bases de dades des de les quals es proporciona i es comparteix informació a través dels sistemes de Internet de les Coses (IoT), per aconseguir un important grau de automatització.
Respecte la cadena de subministrament, la transformació digital i l'ús de sistemes intel·ligents i cooperatius faran que la cadena de subministrament sigui més intel·ligent, més transparent i més eficient en cada etapa. Hi haurà una atenció en particular en els nous modelo que estaran més a prop de les necessitats individuals dels clients, promovent un augment significatiu de la qualitat de la presa de decisions i es tornarà cada cop més flexible i eficient en un futur pròxim.
El futur de la logística ha de passar pels següents punts:
-Logística col·laborat iva: des de fa un temps, han sorgit start-ups amb models de negoci propers a l'economia col·laborat iva o que trenquen amb l'esquema tradicional de com s'havia entès la logística fins ara. Per tant, aquest tipus de models s'hauran de tenir en compte.
-Adaptació a les necessitats del e-commerce: a nivell comercial el canal online creix de forma exponencial, i en la venda de productes, la logística és clau. En una societat on la immediatesa forma part essencial de la satisfacció del client, el fet de poder assegurar que els clients rebràn els productes que han comprat online de forma ràpida, segura i fiable és clau.
-Cuidar el medi ambient: clarament és una preocupació a nivell mundial. La logística terrestre i aèria està en el punt de mira per la contribució de gasos contaminants.
-Flotes i rutes més eficients: disposar de flotes amb vehicles híbrids o elèctrics, així com optimitzar les rutes ajuden a millorar les operacions, reduir costos i reduir l'impacte negatiu al medi ambient.